# The Last Door
The Last Door è un'avventura grafica punta e clicca horror a episodi prodotta e pubblicata dallo studio indipendente spagnolo The Game Kitchen per Android, iOS, Microsoft Windows, Mac OS e Linux. Sino a gennaio 2016 sono usciti otto episodi, raccolti in due stagioni. Una Collector's Edition, con contenuti aggiuntivi, della prima stagione è stata pubblicata nel maggio 2014 da Phoenix Online Publishing. Il 26 ottobre 2015 è stato pubblicato The Last Door Season 2: Collector's Edition.

## Trama
La trama ruota attorno a quattro amici d'infanzia, di cui il giocatore controlla Jeremiah Devitt, che tentano di esplorare un territorio paranormale conosciuto come "Il Velo". La storia prende piede nel 1891, molto dopo la separazione dei quattro, quando Devitt viene spinto dalle ultime volontà del suo amico Anthony Beechworth a investigare le forze sovrannaturali che ora minacciano il gruppo.
Le atmosfere del gioco, dalle ambientazioni lugubri e decadenti, si ispirano al lavoro di autori come Edgar Allan Poe e H. P. Lovecraft, con tutte le citazioni del caso. Viene inoltre citata la rivista Weird Tales.
Circa la precisa ambientazione cronologica gli autori affermano:
Non mancano comunque citazioni ad autori contemporanei, come David Lynch, o ad opere come Maniac Mansion, Amnesia: The Dark Descent, The Wicker Man, Mulholland Drive, I segreti di Twin Peaks, Invito a Cena con Delitto.

## Modalità di gioco
Il gioco è un'avventura grafica punta e clicca dalla grafica 8-bit. Il giocatore controlla un personaggio facendolo muovere fra diverse schermate, con la possibilità di raccogliere ed utilizzare oggetti, generalmente con un unico utilizzo specifico, e risolvere puzzle per poter progredire nella storia.
Gli episodi iniziano con diverse aree della mappa inaccessibili, che possono essere sbloccate tramite l'utilizzo di chiavi o tramite l'uso degli oggetti, che possono anche essere combinati fra loo per crearne di nuovi. Ogni capitolo presenta un'ambientazione diversa.
Nei primi tre episodi della Seconda Stagione è stato introdotto un mondo più ampio in cui è possibile spostarsi veloce mentre fra le aree della mappa.

## Episodi

### Prima stagione
| # | Titolo             | Data di pubblicazione |
| - | ------------------ | --------------------- |
| 1 | The Letter         | 11 marzo 2013         |
| 2 | Memories           | 21 giugno 2013        |
| 3 | The Four Witnesses | 18 ottobre 2013       |
| 4 | Ancient Shadows    | 14 febbraio 2014      |

#### Extra (prima stagione)
| # | Titolo              | Data di pubblicazione |
| - | ------------------- | --------------------- |
| 1 | The Morgue          | 20 maggio 2014        |
| 2 | Death Sentence      | 20 maggio 2014        |
| 3 | Wanderer in the Fog | 20 maggio 2014        |
| 4 | Beechworth's Wake   | 20 maggio 2014        |

### Seconda stagione
| # | Titolo             | Data di pubblicazione |
| - | ------------------ | --------------------- |
| 1 | The Playwright     | 31 ottobre 2014       |
| 2 | My Dearest Visitor | 6 aprile 2015         |
| 3 | The Reunion        | 17 agosto 2015        |
| 4 | Beyond the Curtain | 15 gennaio 2016       |

## Sviluppo
The Last Door è stato prodotto tramite crowdfunding su Kickstarter nel dicembre 2012, e il primo episodio è uscito a marzo 2013, seguito da altri tre episodi. Ciascuno dei nuovi episodi è stato sbloccato a seguito di una donazione in denaro, secondo un efficace modello finanziario che ha permesso lo sviluppo dell'intera serie.
Inoltre The Game Kitchen ha lasciato che la community avesse un ruolo rilevante nello sviluppo degli episodi, aiutando il team a ricercare bugs e suggerendo eventuali migliorie.
Il gioco è stato sviluppato ad episodi dal 2013 al 2016. Sul finire del 2015 è stato annunciato che la serie sarebbe finita con il finale della Seconda Stagione, poiché il gioco non garantiva abbastanza introiti per The Game Kitchen, e gli sviluppatori preferivano dedicarsi ad altri progetti. Il finale della serie è uscito a gennaio 2016. Gli sviluppatori hanno comunque precisato che il finale non è da intendersi necessariamente come la fine della saga, poiché il progetto potrebbe eventualmente essere riaperto in futuro.
La colonna sonora di tutti gli episodi è stata composta e arrangiata da Carlos Viola.

## Critica
Il gioco ha ricevuto recensioni positive dalla critica e dai fan del genere, è stato definito "Semplice ma d'effetto", "una grande esperienza narrativa da brivido".
I puzzle sono stati descritti come "generalmente semplici", e lo stile grafico come "ottimo per dare al gioco la giusta atmosfera". La trama "garantisce momenti da pelle d'oca" ma è stata considerata incompiuta da alcune recensioni.